# La Balma (Espinelves)
La Balma és una masia d'Espinelves (Osona) inclosa a l'Inventari del Patrimoni Arquitectònic de Catalunya.

## Descripció
Edifici civil. Masia de planta quadrada (18 x 18 m) i estructura basilical, amb el carener perpendicular a la façana, situada a l'est. La façana principal presenta un portal rectangular, una finestra al primer pis i una altra a les golfes, que corresponen al cos central. Les obertures de la planta baixa i el primer pis són de pedra i l'altra és de totxo. A mà dreta del portal i formant L s'adossa un cos de porxos amb arcs rebaixats a la planta i al pis, sostinguts per pilars. Els de la planta baixa són tapiats deixant finestres i els del pis són oberts. El cos és cobert a dues vessants amb l'aiguavés dels porxos més curt. Al davant hi ha un mur formant una mena de corredor i un portal que tanca el barri. Al sud sobresurt una tribuna de planta poligonal i coberta a tres vessants formant galeria a nivell del primer pis. A la part oest hi ha unes obertures d'arc rebaixat a la planta i diverses finestres. Al nord hi ha un portal rectangular i diverses finestres, una de les quals és datada.
Cobert
Construcció d'estructura complexa formada per diversos coberts adossats entre ells i formant una planta poligonal. Consta només de planta baixa i tots estan coberts a nua vessant, amb la mateixa teulada.
Al sector nord-oest els murs són cecs i adossats al marge, a la part oest no hi ha mur i forma una gran entrada de garatge, és de construcció recent donat que hi ha totxo. Al sector est només hi ha un portal i una finestra. El sector sud-est presenta diversos portals i finestres i un mur que canca una horta. Totes les dependències estan destinades a tasques agrícoles i buscant la funcionalitat de l'edifici s'hi ha anat fent afegits.

## Història
Antic mas. Les primeres notícies es troben a la documentació de Sant Llorenç del Munt, ja que els priors del monestir posseïen diversos masos a la parròquia d'Espinelves. Així es tenen notícies de que el 19 d'abril de 1352 Pere Permanyer va comprar a Berenguer Sala de la Sala de Vilalleons els masos Clasqueró, el mas La Serra i el mas de Ça Balma, passant així la parròquia d'Espinelves a mans del prior.
Al segle següent, amb els estralls de la pesta negra, la parròquia quedà reduïda a onze masos, no se sap si la Balma quedà deshabitada, però de totes maneres, en els fogatges de 1553 hi consta un tal GASPAR BALMES. Per les dates constructives podem observar que la masia fou ampliada i reformada als segles XVII i XIX (Finestra nord: 1736. Porxos est: 1881).